# Secretariat
Secretariat også kaldet Big Red (født 30. marts 1970, død 4. oktober 1989) var en amerikansk-født galophest af racen engelsk fuldblod.
Secretariat opnåede at vinde den prestigefyldte titel Triple Crown i 1973, hvor han endvidere satte to verdensrekorder, som er gældende den dag i dag (2021). Den amerikanske Triple Crown består i sejre i de tre mest prestigefyldte løb samme år: Kentucky Derby, Preakness Stakes og Belmont Stakes. Han nåede at stille op i 21 løb, hvoraf han vandt de 16.
Secretariat var trænet af Lucien Laurin. Secretariat blev efter sejrene i 1973 trukket ud som aktiv væddeløbshest, og fik i stedet en karriere som alvshingst. Som avlshest blev han far til mere end 600 føl.
I efteråret 1989, da han var 19 år, fik Secretariat hovsygdommen forfangenhed (laminitis), og han blev herefter aflivet den 4 oktober samme år. Han blev begravet med den hele krop på Claiborne Farm i Kentucky. Inden begravelsen blev Secretariat obduceret, og det konstateredes, at han havde et hjerte, der var ca- 2,5 gange større end et almindeligt hestehjerte.
Secretariat blev i 2005 optaget på den amerikanske sportskanal ESPN's liste over de største sportskarakterer gennem tiderne - som det eneste ikke-menneske.
Secretariat var tillige hovedpersonen i filmen Secretariat fra oktober 2010 med John Malkovich og Diane Lane i hovedrollerne.